# Maitenbeth
Maitenbeth är en kommun och ort i Landkreis Mühldorf am Inn i Regierungsbezirk Oberbayern i förbundslandet Bayern i Tyskland.
Kommunen ingår i kommunalförbundet Maitenbeth tillsammans med kommunen Rechtmehring.